# Parkhättemossa
Parkhättemossa (Orthotrichum pallens) är en bladmossart som först beskrevs av Lindberg och H. Arnell, och fick sitt nu gällande namn av Johann Amann 1918. Parkhättemossa ingår i släktet hättemossor, och familjen Orthotrichaceae. Inga underarter finns listade i Catalogue of Life.